# Elveția la Concursul Muzical Eurovision 2010
Elveția participă la concursul muzical Eurovision 2010. Faptul că anume Michael von der Heide va reprezenta țara dată cu melodia Il pleut de l'or a fost hotărât după un proces de selecție intern la 18 decembrie 2009. 